# Нурипур, Омид
Омид Нурипур (перс. امید نوری‌پور‎, нем. Omid Nouripour, род. 18 июня 1975, Тегеран) — немецкий политик, сопредседатель партии Союз 90 / Зелёные (2022—2024).

## Биография
Родился 18 июня 1975 года в Тегеране, сын авиационного инженера, в 13-летнем возрасте по политическим причинам эмигрировал вместе семьёй из Ирана в Германию и осел во Франкфурте-на-Майне. В 1996—2004 годах изучал в Майнцском университете немецкую филологию, политологию и право, но так и не получил диплом о высшем образовании.
В 1996 году вступил в партию Союз 90 / Зелёные, с 1999 по 2003 год возглавлял молодёжную организацию «зелёных» в федеральной земле Гессен, в 2002 году избран в Федеральный совет партии.
1 сентября 2006 года занял в бундестаге кресло, освободившееся после отказа Йошки Фишера от депутатского мандата, отвечал во фракции за представление прессе политики партии в области безопасности.
В 2021 году победил на парламентских выборах во 2-м избирательном округе Франкфурта-на-Майне с результатом 29 %, улучшив на 13 % результат «зелёных» в этом округе на предыдущих выборах. Сильнейший из соперников, представитель СДПГ Кавех Мансури, заручился поддержкой 23,3 % избирателей.
14 февраля 2022 года Нурипур и Рикарда Ланг избраны сопредседателями партии, получив соответственно 91,7 % и 78,7 % по итогам голосования по почте, которым были подтверждены в соответствии с требованиями закона онлайн-выборы, прошедшие в январе.
25 сентября 2024 года руководство партии «Союз-90»/«зелёные» складывает с себя полномочия. Об этом сообщили журналистам сопредседатели партии на федеральном уровне Рикарда Ланг и Омид Нурипур. Нурипур заявил, что результаты выборов в ландтаги восточногерманских земель Саксония, Тюрингия, состоявшихся 1 сентября, и Бранденбург, которые прошли 22 сентября, стали «самым крупным кризисом» для его партии. На всех трех выборах партия «зеленых» показала провальные результаты. Ожидается, что новые председатели партии будут выбраны на ближайшем съезде «зеленых» в Висбадене, пишет газета FAZ.
16 ноября 2024 года новыми сопредседателями партии были избраны Франциска Брантнер и Феликс Банашак.